# 日曜報道 THE PRIME
『日曜報道 THE PRIME』（にちようほうどう ザ・プライム）は、フジテレビ及びFNN系列各局で、2019年（平成31年）4月7日から毎週日曜7:30 - 8:55（JST）に生放送されている朝の大型のニュース・情報番組である。新聞番組表では、スペース（フルサイズ1行10文字）の関係もあり『日曜報道ザ・プライム』とクレジットされている。

## 概要
報道番組であるが、テーマを絞ったうえで、取材VTRや討論などを通じ、深く掘り下げて伝える番組である（ストレートニュースは「FNNニュース」や「days」でフォローする）。
レギュラーコメンテーターは、元大阪府知事・元大阪市長で弁護士の橋下徹が務める。
キャスターは、2019年3月まで『BSフジLIVE プライムニュース』（BSフジ）のアンカーマンを務めた松山俊行（フジテレビ報道局解説委員）と、2019年3月まで『FNNプライムニュース デイズ』平日版のメインキャスターを務めた梅津弥英子（フジテレビアナウンサー）が務める。
『報道プライムサンデー』よりも放送時間を拡大しており（8:25 - 8:55はローカルセールス枠のため、一部地域は除く）、スポーツコーナーが新たに設けられた。
スタジオセットは『Live News』のものを使用する。
2020年4月5日放送分より、番組ロゴ・テロップなどが変更された。

## 番組開始までの流れ
2018年4月、フジテレビとFNNの報道番組統一ブランドとして『プライムニュース』を使用。それに伴い、『新報道2001』も『報道プライムサンデー』として統一ブランドを使用した番組に模様替えしていた。
2019年3月をもって『プライムニュース』ブランドの使用を取りやめることとなったのを受け、『 - プライムサンデー』も終了することとなった。これに伴い、当該時間帯の番組は同年4月以降のフジテレビの報道番組統一ブランド『Live News』を用いず、『プライム』の名称を残した『日曜報道 THE PRIME』としてリニューアルすることになった。

## 出演者
松山・コメンテーター・山本以外は、フジテレビアナウンサー。

### 現在の出演者
メーンキャスター
- 松山俊行（フジテレビニュース総局報道局[3]政治部長・解説委員）
- 梅津弥英子

情報キャスター
- 安宅晃樹

レギュラーコメンテーター
- 橋下徹（タレント、弁護士　元大阪市長・元大阪府知事）

### 過去の出演者
| 期間          | 期間          | メーンキャスター | メーンキャスター | 情報キャスター | PRIMEキャスター →コメンテーター       | スポーツキャスター | スポーツキャスター |
| 期間          | 期間          | 男性             | 女性             | 情報キャスター | PRIMEキャスター →コメンテーター       | 男性               | 女性               |
| ------------- | ------------- | ---------------- | ---------------- | -------------- | ------------------------------------- | ------------------ | ------------------ |
| 2019年4月7日  | 2020年3月29日 | 松山俊行         | 梅津弥英子       | -              | 櫻井よしこ 木村太郎 三浦瑠麗 岡本行夫 | 山本昌             | 小澤陽子           |
| 2020年4月5日  | 2023年9月24日 | 松山俊行         | 梅津弥英子       | 木下康太郎     | 橋下徹                                | -                  | -                  |
| 2023年10月1日 | 現在          | 松山俊行         | 梅津弥英子       | 安宅晃樹       | 橋下徹                                | -                  | -                  |

## ネット局
- 番組後半の8:25 - 8:55はローカルセールス枠であるため、フジテレビ以外の通常時フルネットの局であっても編成上の都合で臨時に8:25飛び降りに変更する場合がある一方で、通常時8:25飛び降りの局であっても編成上の都合で臨時にフルネットに変更する場合がある。

2025年4月6日から
| 放送対象地域   | 放送局                    | 系列           | 放送時間         | ネット状況                  | 備考      |
| -------------- | ------------------------- | -------------- | ---------------- | --------------------------- | --------- |
| 関東広域圏     | フジテレビ（CX）          | フジテレビ系列 | 日曜 7:30 - 8:55 | 【制作局】                  |           |
| 秋田県         | 秋田テレビ（AKT）         | フジテレビ系列 | 日曜 7:30 - 8:55 | 同時フルネット              | [ 注 3 ]  |
| 山形県         | さくらんぼテレビ（SAY）   | フジテレビ系列 | 日曜 7:30 - 8:55 | 同時フルネット              | [ 注 4 ]  |
| 福島県         | 福島テレビ（FTV）         | フジテレビ系列 | 日曜 7:30 - 8:55 | 同時フルネット              | [ 注 5 ]  |
| 長野県         | 長野放送（NBS）           | フジテレビ系列 | 日曜 7:30 - 8:55 | 同時フルネット              | [ 注 6 ]  |
| 富山県         | 富山テレビ（BBT）         | フジテレビ系列 | 日曜 7:30 - 8:55 | 同時フルネット              | [ 注 7 ]  |
| 石川県         | 石川テレビ（ITC）         | フジテレビ系列 | 日曜 7:30 - 8:55 | 同時フルネット              |           |
| 中京広域圏     | 東海テレビ（THK）         | フジテレビ系列 | 日曜 7:30 - 8:55 | 同時フルネット              |           |
| 福岡県         | テレビ西日本（TNC）       | フジテレビ系列 | 日曜 7:30 - 8:55 | 同時フルネット              |           |
| 佐賀県         | サガテレビ（STS）         | フジテレビ系列 | 日曜 7:30 - 8:55 | 同時フルネット              | [ 注 8 ]  |
| 長崎県         | テレビ長崎（KTN）         | フジテレビ系列 | 日曜 7:30 - 8:55 | 同時フルネット              | [ 注 5 ]  |
| 熊本県         | テレビくまもと（TKU）     | フジテレビ系列 | 日曜 7:30 - 8:55 | 同時フルネット              | [ 注 9 ]  |
| 鹿児島県       | 鹿児島テレビ（KTS）       | フジテレビ系列 | 日曜 7:30 - 8:55 | 同時フルネット              | [ 注 10 ] |
| 北海道         | 北海道文化放送（uhb）     | フジテレビ系列 | 日曜 7:30 - 8:25 | 同時ネット （8:25飛び降り） |           |
| 岩手県         | 岩手めんこいテレビ（mit） | フジテレビ系列 | 日曜 7:30 - 8:25 | 同時ネット （8:25飛び降り） | [ 注 11 ] |
| 宮城県         | 仙台放送（OX）            | フジテレビ系列 | 日曜 7:30 - 8:25 | 同時ネット （8:25飛び降り） | [ 注 12 ] |
| 新潟県         | NST新潟総合テレビ（NST）  | フジテレビ系列 | 日曜 7:30 - 8:25 | 同時ネット （8:25飛び降り） |           |
| 静岡県         | テレビ静岡（SUT）         | フジテレビ系列 | 日曜 7:30 - 8:25 | 同時ネット （8:25飛び降り） |           |
| 福井県         | 福井テレビ（FTB）         | フジテレビ系列 | 日曜 7:30 - 8:25 | 同時ネット （8:25飛び降り） | [ 注 14 ] |
| 近畿広域圏     | 関西テレビ（KTV）         | フジテレビ系列 | 日曜 7:30 - 8:25 | 同時ネット （8:25飛び降り） | [ 注 15 ] |
| 島根県・鳥取県 | さんいん中央テレビ（TSK） | フジテレビ系列 | 日曜 7:30 - 8:25 | 同時ネット （8:25飛び降り） | [ 注 16 ] |
| 岡山県・香川県 | 岡山放送（OHK）           | フジテレビ系列 | 日曜 7:30 - 8:25 | 同時ネット （8:25飛び降り） | [ 注 17 ] |
| 広島県         | テレビ新広島（tss）       | フジテレビ系列 | 日曜 7:30 - 8:25 | 同時ネット （8:25飛び降り） | [ 注 18 ] |
| 愛媛県         | テレビ愛媛（EBC）         | フジテレビ系列 | 日曜 7:30 - 8:25 | 同時ネット （8:25飛び降り） |           |
| 高知県         | 高知さんさんテレビ（KSS） | フジテレビ系列 | 日曜 7:30 - 8:25 | 同時ネット （8:25飛び降り） | [ 注 19 ] |
| 沖縄県         | 沖縄テレビ（OTV）         | フジテレビ系列 | 日曜 7:30 - 8:25 | 同時ネット （8:25飛び降り） | [ 注 20 ] |

- そのほか、テレビ宮崎では2022年1月16日、トンガの海底火山噴火に伴う津波注意報発令に関するニュースを伝えたため臨時フルネットで放送された[6]。
- 2023年5月21日は、第49回先進国首脳会議（G7広島サミット）開催に伴い、G7拡大版SPとして、全局とも9:30まで放送時間が拡大[7]。通常非ネットであるテレビ宮崎も先述の2022年1月16日と同様臨時フルネットで放送された[8]。

## 特番による放送休止
毎年7月下旬（2019年は11月上旬）は『FNS27時間テレビ』（前日18:30 - 当日21:54）のため休止となる。
- 上述以外の特番などによる放送休止は以下の通り。
  - 2019年12月29日…年末特別編成のため、休止。
  - 2020年3月1日…7:35 - 9:00に『東京マラソン2020〜五輪最後の1枠へ!史上最速決戦 徹底解剖スペシャル〜』[注 22]を放送のため休止。
  - 2021年1月3日、2022年1月2日…年始特別編成のため、休止。
  - 2023年1月1日…7:00 - 15:00に『第56回 新春!爆笑ヒットパレード2023』を放送のため休止[11][注 23]。
  - 2024年12月31日…『大みそか列島縦断LIVE 景気満開テレビ』（7時 - 10時）放送のため、休止[12]。

## スタッフ

### 現在のスタッフ
2025年6月15日現在
- 構成：石川サトシ、森一盛、湯川大輔、平田喜之、志賀一也（平田・志賀→共に一時離脱→復帰）【週替り交代】
- SW：和田篤
- 照明：小林敦洋
- CAM：小林重徳
- VE：小島勇二
- 音声：谷川宏輝
- 美術：双川正文
- デザイン：棈木陽次
- アートコーディネーター：塩谷達郎
- 大道具：村上公志
- アクリル装飾：國母淳一
- 電飾：後藤佑介
- CG：岡本英士
- CG送出：大竹雄一郎
- メイク：山田かつら
- ナレータ―：多比良健、竹内友佳（フジテレビアナウンサー）
- TK：後藤広子（一時離脱→復帰）、鈴木加代子、西田恵子、池田真梨絵【週替り交代】
- 編集：柳沼政倫、木澤美賀子、阪下真裕、森川友香(春)、斉藤將卓、野瀬智亮、山崎望、中込大喜、安西沙織、青木一真、滝原将太、石渡史人、川合秀樹、髙(高)橋彰芳、星裕太、堀切廉、羽鳥拓弥、菱沼隼多、奥野浩史、関根隆、仲見帆乃栞、岡野豊、澤村貴和、吉田直矢、北村昴也、東海真優、長田なつみ、鈴木裕市、吉岡完、森川友香【週替り交代】
- EED：松本尚也、高城昌孝、坂家達彦、田村克徳、三石紘嗣、松尾望夢【週替り交代】
- 広報：西牟田理奈
- テーマ音楽：松永貴志
- 音響効果：VALSE inc.
- タイトル：杉江宏憲
- 協力：デジデリック、タイトルアート
- AP：蒲池希
- FD：松岡孝弘（一時離脱→復帰）
- AD：山田祐弘、矢敷竜平、西口舞、吉野多恵、岩瀬拓也、澤上優良、丸谷拓海、堅山美佑、青山花奈、浜野隼椰、小野寺心
- ディレクター：清水えり子、小関絢也、原卓也、管野龍介、小笠原有規、並木亮介、伊藤純一、高畑慎一、伊藤憲伸、時龍也（小関→一時離脱→復帰、伊藤→以前はAD→一時離脱）
- PD：福井佳（以前はチーフディレクター）
- 総合演出：浦上哲也
- プロデューサー：鹿嶋豪心、齋藤翔
- チーフプロデューサー：松井信樹
- 制作：フジテレビ報道局(FNN系列各社)
- 制作著作：フジテレビ

### 過去のスタッフ
- 構成：川原慶太郎【毎週】、八木たかお
- SW：佐藤大視
- 照明：植松晃一
- 美術：永井達也、豊田亮介
- 大道具：杉本孝宏
- ナレータ―：藤村さおり、内田嶺衣奈、永尾亜子（いずれも当時フジテレビアナウンサー）
- TK：尾木みち
- 編集：鈴木智
- EED：石渡雄太
- 広報：佐々木順子、長谷川智子、山本剛志、小穴浩司、佐々木淳乃
- タイトル：笹生宗慶
- 協力：テレモーション・マックス
- デスク：後藤青子
- AP：深田剛
- AD：伊藤姜、姜善蓮、藤中亜紀子、大久保妃呂子、郷田義人、阿南佑実子、赤羽根颯太、壁谷真由子、寺松尚美、山下徹、崔榮云、常盤碧、橋本歓太、岩崎海有、丹羽秀斗、多田輝、古川美優、川満万理佳、石田里穂、大瀬綾音、鹿島美来、小林由香里、月岡果穂、阿部麟太郎、青木佳奈、工藤大樹、横山汐、蔣雲雪、相原民佳、大橋未来、木村美沙紀
- ディレクター：河南拓朗、松本忠、稲垣忠彦、小野鉄博、高山利成、横田光一郎、佐藤正雄、前田正樹、早川卓志、府中研闘、髙橋利充、本多徹、牛久卓也、鴻巣将樹、宇賀神純(淳)一（宇賀神→一時離脱→復帰）、上林賢一、井口貴仁、加藤大典、大塚仁、蒲地希
- プロデューサー：西垣壮一郎、勝又隆幸、木村英輔
- チーフプロデューサー：井上義則、田中達也